# 木浦鉱山
木浦鉱山（きうらこうざん）は、大分県南部の佐伯市（旧宇目町）宇目大字木浦鉱山にあるスズや鉛などを産出した鉱山である。

## 地質
秩父帯の石灰岩や粘板岩に大崩山系の花崗岩が貫入する際に形成されたスズ、鉛、亜鉛、ヒ素などを含むスカルン鉱床であり、仏像構造線の一部を構成する木浦衝上断層に沿って分布している。石英を母体とする鉱脈に磁硫鉄鉱、硫砒鉄鉱、黄鉄鉱、閃亜鉛鉱などを含む。西部にはコランダムや磁鉄鉱などを含むエメリー鉱の鉱床も見られる。エメリー鉱は研磨剤や舗装道路の硬質骨材などに使われる。日本でエメリー鉱は木浦鉱山だけで産出する。

## 歴史
鉱山の拓かれた年代については諸説ある。1607年（慶長12年8月）にここで産出した鉛を将軍に献上したとの記録がある。江戸時代は岡藩の管轄下にあり、乙名や組頭と呼ばれる役人が管理していた。17世紀後半の最盛期には60の鉱山に1000人の労働者が集まり年間で2000斤のスズや4000斤の鉛を産出し、佐渡金山、石見銀山、生野銀山と並ぶ日本の四大銀山と呼ばれるほどであった。しかしながら、採掘はもっぱら個人の山師によるものであり、山師達は藩から事業資金の前借りと食料や燃料などの有償の補給を得ねばならず、それらは山師達の負債となった。新たな鉱脈の発見は進まず経営は不安定であり、しばしば藩から財政支援（負債の帳消しなど）が行われたが、山師のほとんどは負債を完済する事ができなかったという。
1873年（明治6年）8月に官営となったが安価な輸入鉱石に押されるなどして休山状態となった。1887年（明治20年）から三菱が引き継いだものの1894年（明治27年）に休業している。第一次世界大戦後に亜ヒ酸の製造が行われた。1926年（大正15年）11月に東洋鉱山が設立され、1939年（昭和14年）には554トンのスズを産出するまでになったが、1944年（昭和19年）に発令された錫鉱業整備令によってスズ部門が休止となり、終戦とともに全て休山となった。
戦後は大分県鉱産物五カ年生産計画に基づいて再開発が試みられたものの鉱石の品位が低く、1957年（昭和32年）に中止となった。その後、1961年（昭和36年）にエメリー鉱の鉱床が発見され、1967年（昭和42年）から採掘が行われていたが、1999年（平成11年）には採鉱を終了した。

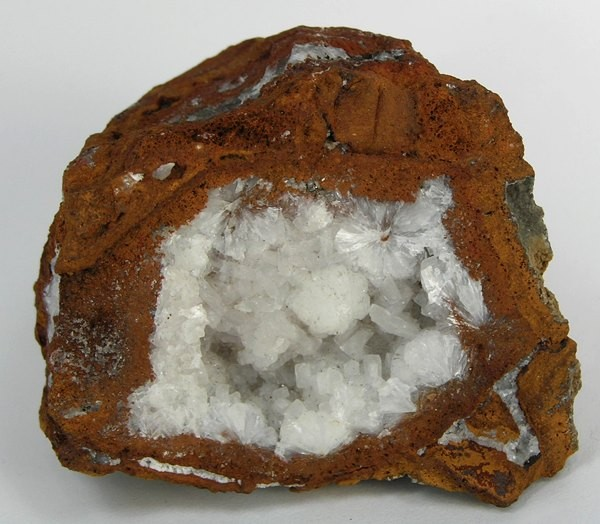
異極鉱
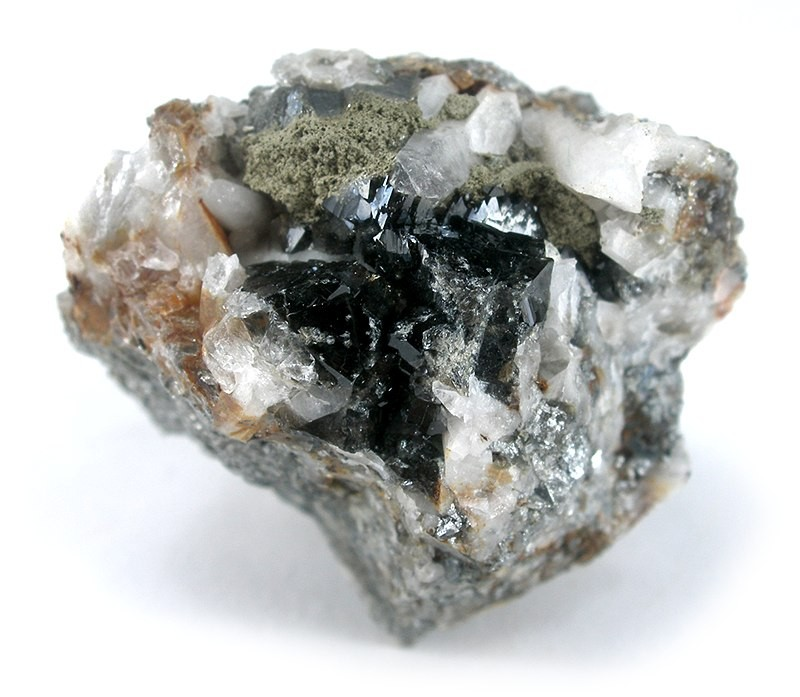
石英-スコロド石